# Biathlon-Juniorenweltmeisterschaften 2011

Logo der Junioren-WM 2011

Die Biathlon-Juniorenweltmeisterschaften 2011 fanden vom 28. Januar bis 6. Februar 2011 im tschechischen Wintersportort Nové Město na Moravě in der Vysočina Arena statt.
Die Stadt war erstmals Austragungsort für Juniorenweltmeisterschaften, nachdem sie bereits die Biathlon-Europameisterschaften 2008 ausgerichtet hatte. Sie setzte sich in der Abstimmung mit mehr als der Hälfte der Stimmen gegen die finnische Kleinstadt Lahti sowie gegen Obertilliach in Österreich durch.

## Medaillenspiegel
| Platz | Land        |   |   |   |    |
| ----- | ----------- | - | - | - | -- |
| 1     | Russland    | 7 | 5 | 5 | 17 |
| 2     | Deutschland | 3 | 3 | 3 | 9  |
| 3     | Italien     | 3 | 2 | – | 5  |
| 4     | Frankreich  | 1 | 3 | 3 | 7  |
| 5     | Norwegen    | 1 | 2 | 2 | 5  |
| 6     | Belarus     | 1 | – | – | 1  |
| 7     | Ukraine     | – | 1 | – | 1  |
| 8     | Kasachstan  | – | – | 1 | 1  |
| 8     | Österreich  | – | – | 1 | 1  |
| 8     | Schweden    | – | – | 1 | 1  |

## Ergebnisse

### Männliche Jugend
| Rang | Name                       |
| ---- | -------------------------- |
| 1    | Pawel Hantscharou          |
| 2    | Steffen Bartscher          |
| 3    | Vetle Sjåstad Christiansen |
| 4    | Jeremy Finello             |
| 5    | Maxim Zwetkow              |
| 6    | Jan Treier                 |
| 7    | Wadim Iwanow               |
| 8    | Pawel Sakurdajew           |
| 9    | Alexander Loginow          |
| 10   | Martin Maier               |

| Rang | Name                       |
| ---- | -------------------------- |
| 1    | Maxim Zwetkow              |
| 2    | Vetle Sjåstad Christiansen |
| 3    | Alexander Loginow          |
| 4    | Alexander Tschernyschow    |
| 5    | Steffen Bartscher          |
| 6    | Aljaksandr Martschanka     |
| 7    | Michal Šíma                |
| 8    | Erling Aalvik              |
| 9    | Dimitar Gerdschikow        |
| 10   | Fabian Hörl                |

| Rang | Name                       |
| ---- | -------------------------- |
| 1    | Maxim Zwetkow              |
| 2    | Vetle Sjåstad Christiansen |
| 3    | Alexander Loginow          |
| 4    | Steffen Bartscher          |
| 5    | Alexander Tschernyschow    |
| 6    | Erling Aalvik              |
| 7    | Aljaksandr Martschanka     |
| 8    | Thomas Haumer              |
| 9    | Maikol Demetz              |
| 10   | Pawel Hantscharou          |

| Rang | Nation                                                           |
| ---- | ---------------------------------------------------------------- |
| 1    | RusslandAlexander Loginow Alexander Tschernyschow Maxim Zwetkow  |
| 2    | ItalienBenjamin Plaickner Thierry Chenal Maikol Demetz           |
| 3    | ÖsterreichAlexander Jakob Thomas Haumer Fabian Hörl              |
| 4    | TschechienMatěj Krupčík Lukáš Dostál Jakub Krejčíř               |
| 5    | BelarusPawel Hantscharau Andrei Puchouski Aljaksandr Martschanka |

### Weibliche Jugend
| Rang | Name                 |
| ---- | -------------------- |
| 1    | Thekla Brun-Lie      |
| 2    | Jelena Badanina      |
| 3    | Galina Wischnewskaja |
| 4    | Wiktorija Perminowa  |
| 5    | Iryna Warwynez       |
| 6    | Coline Varcin        |
| 7    | Anaïs Chevalier      |
| 8    | Julija Bryhynez      |
| 9    | Paulína Fialková     |
| 10   | Nikola Hurajtová     |

| Rang | Name                   |
| ---- | ---------------------- |
| 1    | Jekaterina Subowa      |
| 2    | Anaïs Chevalier        |
| 3    | Jelena Badanina        |
| 4    | Dessislawa Stojanowa   |
| 5    | Aksana Schymaniwitsch  |
| 6    | Wiktorija Perminowa    |
| 7    | Julija Bryhynez        |
| 8    | Anastassija Michailowa |
| 9    | Chardine Sloof         |
| 10   | Manon Contin           |

| Rang | Name                  |
| ---- | --------------------- |
| 1    | Jekaterina Subowa     |
| 2    | Anaïs Chevalier       |
| 3    | Jelena Badanina       |
| 4    | Aksana Schymaniwitsch |
| 5    | Chardine Sloof        |
| 6    | Iryna Warwynez        |
| 7    | Dessislawa Stojanowa  |
| 8    | Julija Bryhynez       |
| 9    | Galina Wischnewskaja  |
| 10   | Kristina Parpalak     |

| Rang | Nation                                                             |
| ---- | ------------------------------------------------------------------ |
| 1    | RusslandJelena Badanina Wiktorija Perminowa Jekaterina Subowa      |
| 2    | UkraineJulija Bryhynez Anastassija Merkuschyna Iryna Warwynez      |
| 3    | FrankreichManon Contin Coline Varcin Anaïs Chevalier               |
| 4    | EstlandJohanna Talihärm Grete Gaim Darja Jurlova                   |
| 5    | BelarusMaryja Tschelatschowa Maryja Kolessen Aksana Schymaniwitsch |

### Junioren
| Rang | Name                   |
| ---- | ---------------------- |
| 1    | Simon Desthieux        |
| 2    | Benedikt Doll          |
| 3    | Nikolai Jakuschow      |
| 4    | Iwan Krjukow           |
| 5    | Henrik Forsberg Junior |
| 6    | Erlend Bjøntegaard     |
| 7    | Ahti Toivanen          |
| 8    | Ludwig Ehrhart         |
| 9    | Scott Gow              |
| 10   | Lorenz Wäger           |

| Rang | Name                   |
| ---- | ---------------------- |
| 1    | Tom Barth              |
| 2    | Johannes Kühn          |
| 3    | Ludwig Ehrhart         |
| 4    | Ahti Toivanen          |
| 5    | Serafin Wiestner       |
| 6    | Erlend Bjøntegaard     |
| 7    | Simon Desthieux        |
| 8    | Tomas Kaukėnas         |
| 9    | Henrik Forsberg Junior |
| 10   | Aljaksandr Daroschka   |

| Rang | Name                |
| ---- | ------------------- |
| 1    | Johannes Kühn       |
| 2    | Ludwig Ehrhart      |
| 3    | Tom Barth           |
| 4    | Erlend Bjøntegaard  |
| 5    | Simon Desthieux     |
| 6    | Wjatscheslaw Akimow |
| 7    | Dmitri Djuschew     |
| 8    | Nikolai Jakuschow   |
| 9    | Benedikt Doll       |
| 10   | Serafin Wiestner    |

| Rang | Nation                                                                                  |
| ---- | --------------------------------------------------------------------------------------- |
| 1    | DeutschlandSteffen Bartscher Benedikt Doll Johannes Kühn Tom Barth                      |
| 2    | RusslandNikolai Jakuschow Alexander Petschonkin Iwan Krjukow Dmitri Djuschew            |
| 3    | NorwegenErlend Bjøntegaard Erling Aalvik Kristoffer Skjelvik Vetle Sjåstad Christiansen |
| 4    | FinnlandSami Orpana Jori Rantahakala Ahti Toivanen Mikko Repo                           |
| 5    | FrankreichFlorent Claude Baptiste Jouty Simon Desthieux Ludwig Ehrhart                  |

### Juniorinnen
| Rang | Name               |
| ---- | ------------------ |
| 1    | Dorothea Wierer    |
| 2    | Olga Galitsch      |
| 3    | Florie Vigneron    |
| 4    | Julija Dschyma     |
| 5    | Swetlana Perminowa |
| 6    | Carolin Leunig     |
| 7    | Elisa Gasparin     |
| 8    | Tiril Eckhoff      |
| 9    | Marte Olsbu        |
| 10   | Bente Landheim     |

| Rang | Name               |
| ---- | ------------------ |
| 1    | Dorothea Wierer    |
| 2    | Alexandra Alikina  |
| 3    | Ingela Andersson   |
| 4    | Larissa Nadejewa   |
| 5    | Ane Skrove Nossum  |
| 6    | Alexia Runggaldier |
| 7    | Florie Vigneron    |
| 8    | Monika Hojnisz     |
| 9    | Bente Landheim     |
| 10   | Enora Latuillière  |

| Rang | Name               |
| ---- | ------------------ |
| 1    | Dorothea Wierer    |
| 2    | Alexandra Alikina  |
| 3    | Laura Dahlmeier    |
| 4    | Olga Galitsch      |
| 5    | Tiril Eckhoff      |
| 6    | Bente Landheim     |
| 7    | Ane Skrove Nossum  |
| 8    | Alexia Runggaldier |
| 9    | Carolin Leunig     |
| 10   | Birgit Riesle      |

| Rang | Nation                                                          |
| ---- | --------------------------------------------------------------- |
| 1    | RusslandAlexandra Alikina Swetlana Perminowa Olga Galitsch      |
| 2    | ItalienAlexia Runggaldier Nicole Gontier Dorothea Wierer        |
| 3    | DeutschlandLaura Dahlmeier Birgit Riesle Carolin Leunig         |
| 4    | NorwegenAne Skrove Nossum Tiril Eckhoff Thekla Brun-Lie         |
| 5    | UkraineJulija Poleschtschikowa Tetjana Tratschuk Julija Dschyma |